# 14e corps d'armée (Russie)
Pour les articles homonymes, voir 14e corps d'armée.
Le 14e corps d'armée est une grande unité de l'Armée de terre russe. Il est mis en place en 2017, pour regrouper les forces terrestres de l'oblast de Mourmansk, dépendant du Commandement stratégique conjoint de la flotte du Nord.

## Historique
Le 14e corps d'armée de l'Armée de terre russe est mis en place en avril 2017, dans l'oblast de Mourmansk. Il dépend de l'Armée de terre russe (le district militaire nord), mais aussi des troupes côtières de la marine russe : le commandant du district est en fait l'amiral commandant la flotte du Nord.

### Composition

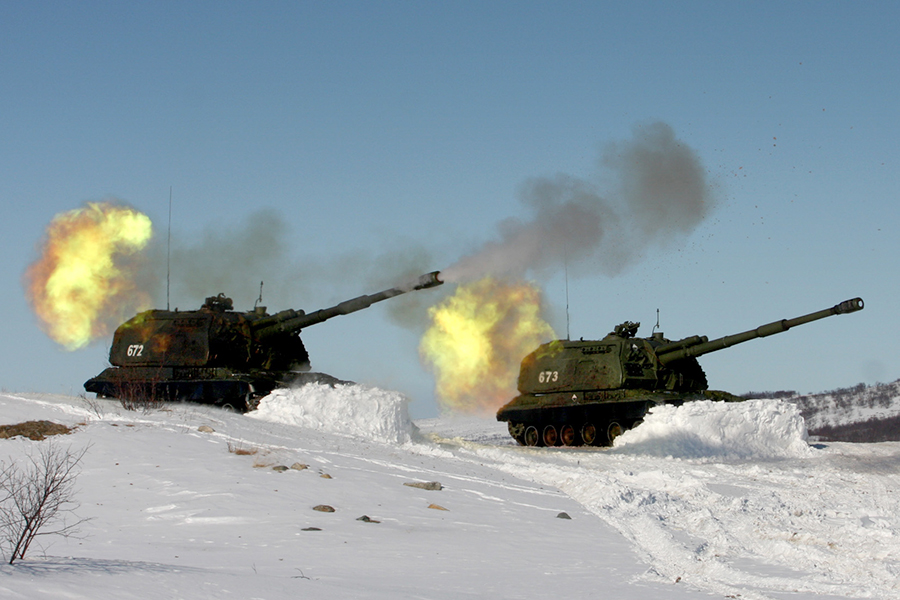
deux obusiers de 152 mm automoteurs (des 2S19 Msta) de la tirant lors d'un exercice en 2012.

Le corps d'armée est composé de deux brigades, spécialisées dans la survie et le combat dans le milieu polaire de l'Arctique :
- la 80e brigade de fusiliers motorisés de l'Arctique, à Alakourtti ;
- la 200e brigade de fusiliers motorisés, à Petchenga[1].

En plus du 14e corps d'armée, l'amiral commandant la flotte du Nord dispose :
- de la 61e brigade d'infanterie de marine (basée à Spoutnik, dans le raïon de Petchenga) ;
- de la 536e brigade de missiles côtiers (à Olenia Gouba dans la baie d'Olenia, unité armée avec des missiles K-300P Bastion-P) ;
- de la 45e armée aérienne de l'aviation navale russe (les 100e, 174e, 279e, 98e et 403e régiments d'aviation, à Severomorsk et Montchegorsk) ;
- et de la 1re division de défense aérienne (le 531e régiment antiaérien entre Poliarny et Gadjievo, le 583e à Olenegorsk et le 1528e à Severodvinsk)[2].

La en motoneiges, sur skis, en traineaux à chiens ou à rennes
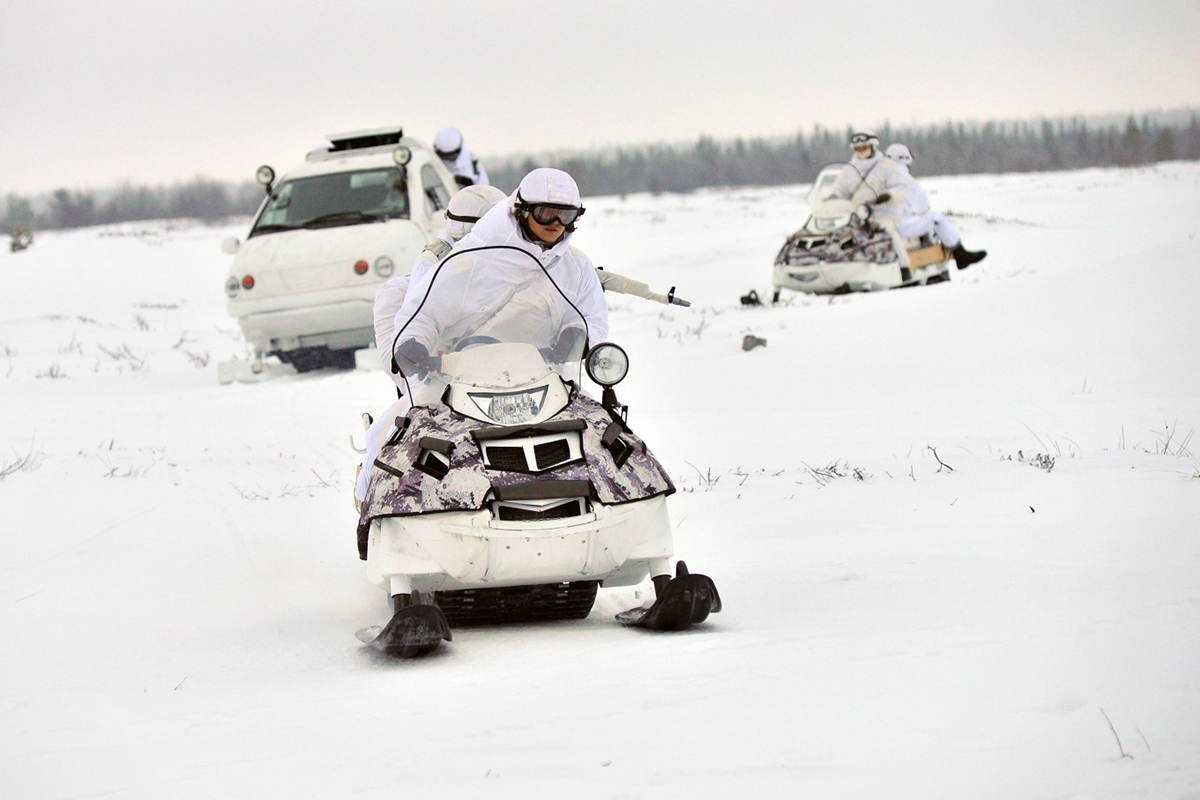
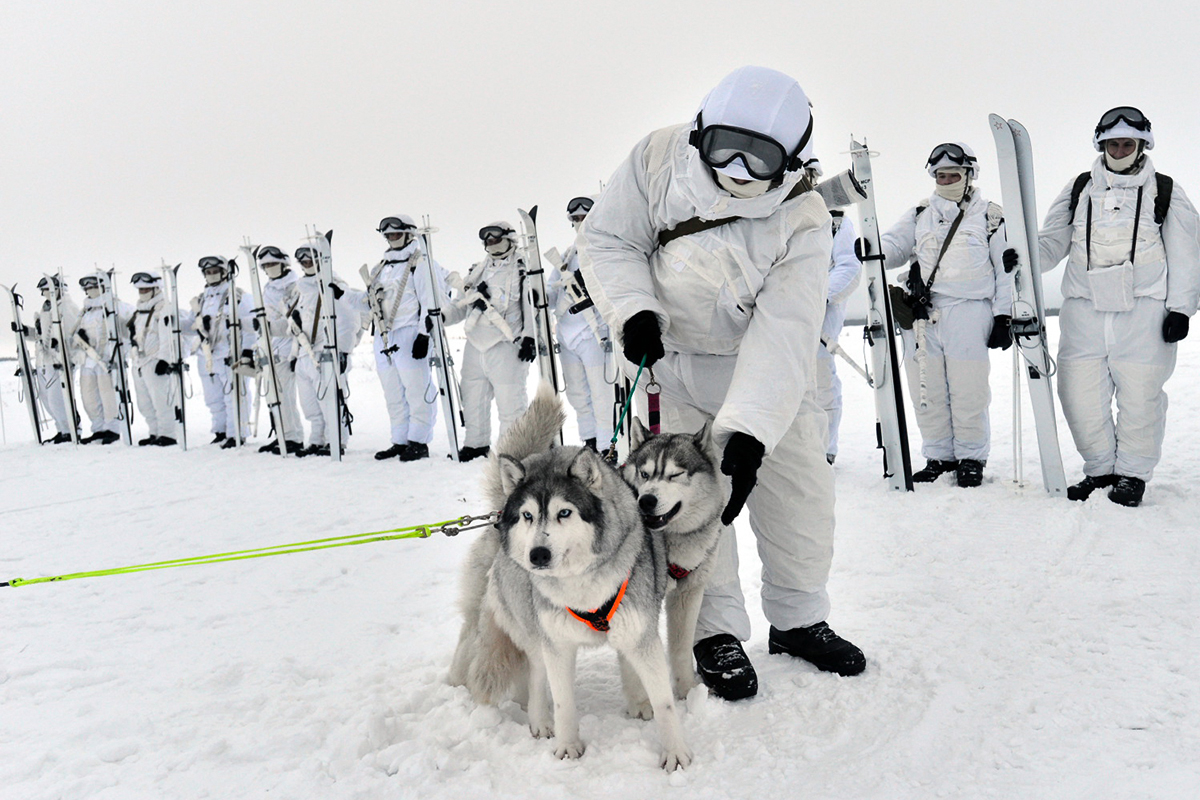
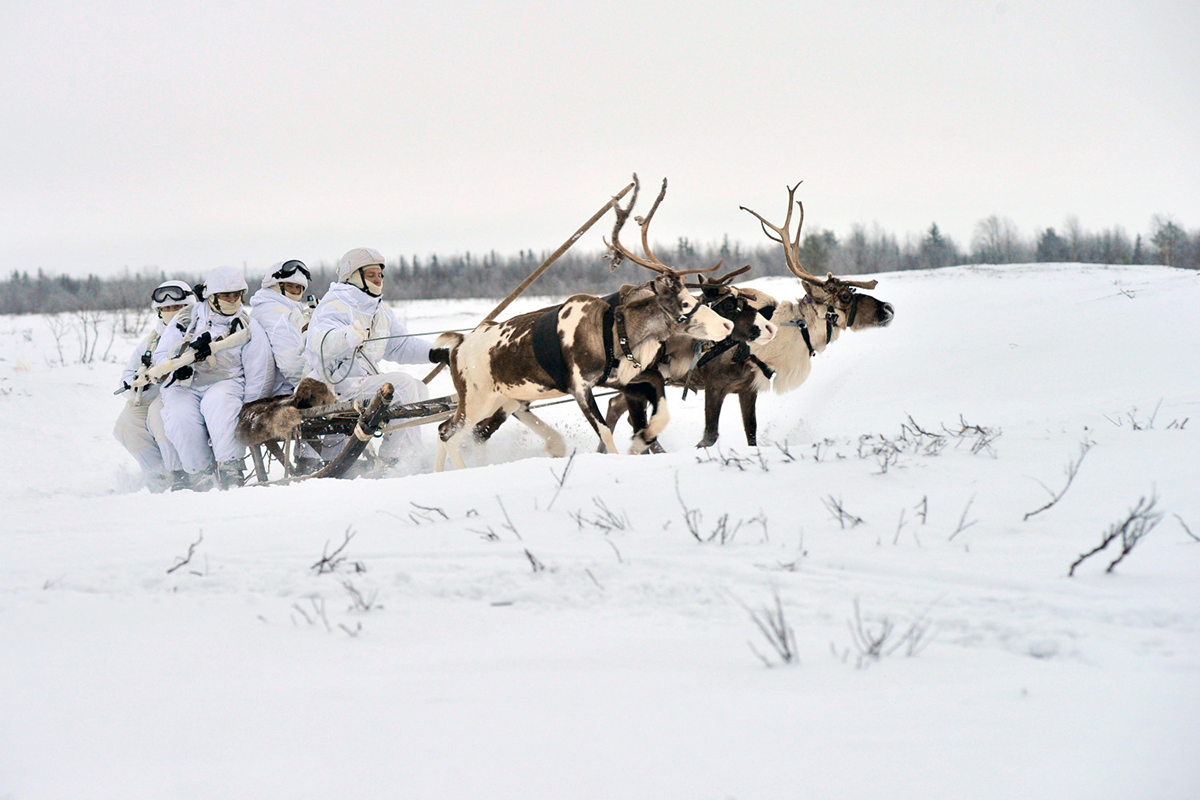

- La 80e brigade en motoneiges, sur skis, en traineaux à chiens ou à rennes

### Invasion russe de l'Ukraine
Les semaines juste avant le 24 février 2022, date du début de l'invasion de l'Ukraine par la Russie, des véhicules militaires chargés sur des trains sont filmés près de Petchenga. Le 2 mars, deux groupes tactiques de bataillon (BTG) de la 200e brigade sont localisés face à Kharkiv, car six de leurs T-80 ont été capturés par les Ukrainiens ; son commandant, le colonel Denis I. Kourilo, aurait été tué lors de la même contre-attaque ukrainienne. La 200e brigade est alors intégrée au sein de la 6e armée russe.
Le 3 avril, la brigade est encore déployée à Slatyne et Kozatcha Lopan, au nord de Kharkiv ; le 6 avril, elle a battu en retraite vers le territoire russe, son état-major étant désormais au sud-ouest de Belgorod.
Le 29 novembre 2023, elle perd son commandant adjoint le général Vladimir Zavadski (en) qui est tué avec six autres personnes par l'explosion d’une mine russe.

### Commandants
- 2017-2022 : Lieutenant-général Dmitri Kraïev.
- à partir du 18 février 2022 : Général de division Fomichev Boris Iyoulyevitch.